# Barjon
Barjon é uma comuna francesa na região administrativa da Borgonha-Franco-Condado, no departamento de Côte-d'Or. Estende-se por uma área de 4,86 km². Em 2010 a comuna tinha 44 habitantes (densidade: 9,1 hab./km²).